# Glicina N-aciltransferasi
La glicina N-aciltransferasi è un enzima appartenente alla classe delle transferasi, che catalizza la seguente reazione:
acil-CoA + glicina ⇄ CoA + N-acilglicina
I derivati del CoA, un certo numero di acidi aromatici e alifatici, ma non il fenilacetil-CoA o il (indol-3-il)acetil-CoA,  possono agire come donatori. Non è uguale alla  glutammina N-aciltransferasi (numero EC 2.3.1.68) od alla glicina N-benzoiltransferasi (numero EC 2.3.1.71).